# Сима Циен
Сима Циен или Съма Циен (Sima Qian, на традиционен китайски: 司馬遷; на опростен китайски: 司马迁， на пинин: Sīmǎ Qiān; Sima Qian) е китайски историк, писател и астролог. Смята се за основоположник на китайската историография заради своя труд Шидзи, Shiji (史記/史记), обща история на Китай, покриваща повече от две хиляди години от Жълтия император Хуанди до император Уди от династия Хан (漢武帝/汉武帝). Неговата работа дава сигурна основа за развитието на по-късната китайска историография.

## Ранен живот и образование
Роден е и израснал в семейство на астролози в Лунмън, близо до днешен Ханчън. Баща му, Съма Тан, служи като префект при император Уди от Хан, където основните му задължения са управление на имперската библиотека и поддръжка на календара. От баща си Съма Циен получава добро обучение и на десет годишна възраст е вече доста добре запознат с традиционните текстове. Негови учители са известните конфуцианци Кун Анго (孔安國 / 孔安国) и Дун Чжуншу (董仲舒). На двадесет години, с подкрепата на баща си, предприема пътуване из страната и започва да събира исторически свидетелства. Причината за това пътуване е да потвърди древни слухове и легенди и да посети стари паметници, включително гробовете на известните мъдри крале Ю и Шун. Някои от местата, които посещава са Шандун, Юннан, Хъбей, Джъдзян, Дзянсу, Дзянси и Хунан.
След пътуването си, Съма Циен е назначен за придворен придружител, чиито задължения са да инспектира различни части от страната заедно с император Хан Уди. През 110 г. пр.н.е., на 35 години, е изпратен на запад на военна експедиция срещу няколко „варварски“ племена. Тази година, баща му се разболява и подозирайки, че не му остава много време призовава сина си обратно, за да завърши историческия труд, който е започнал. Воден от вдъхновението на баща си, Съма Циен започва да подготвя Shiji през 109 г. пр.н.е. През 105 г. пр.н.е. Съма е сред учените избрани да реформират календара. Като старши императорски чиновник, той също така е в състояние на предлага съвети на императора по общи държавни дела.
През 99 пр.н.е. Съма Циен е въвлечен в аферата Ли Лин, където двама военни офицери, Ли Лин и Ли Гуанли (李廣利), водещи кампания срещу хуните на север, са победени и заловени. Император Уди обвинява Ли Лин за загубата. Съма Циен единствен от всички държавни чиновници го защитава. Императорът изтълкува позицията му като атака срещу зет си, който също е водил неуспешни битки с хуните, и осъжда Съма на смърт. По това време е било възможно екзекуцията да се замени за пари или кастрация. Тъй като Съма няма достатъчно пари, за да откупи престъплението си, той избира второто и след това е хвърлен в затвора, където прекарва 3 години.
През 96 г. пр.н.е. е освободен и избира да живее като придворен евнух, за да завърши историческите си записки, вместо да се самоубие, както се е очаквало от един учен.
През 109 пр.н.е. той пише книгата Шиджи за китайската история.

## Историк
Въпреки че през вековете стила и формата на китайските исторически трудове да варират, Шиджи определя качество и стила им от този момент нататък. Преди Сима, историците описват само определени събития или определени периоди от историята на държавите в Китай. Неговата идея обаче е за написването на пълна история на страната. Тази идея е подкрепена и от по-късни историографи като Джън Дзяо (郑樵), Тончи (通史), Сима Гуан (司马 光) и Дзучи Тунгчен (资治通鉴). Официалната история на династията Хан, Ханшу (漢書) е написана от Бан Гу (班固) през 1 век. Тя е оформена по династически принцип и преследва по-тясно фокусирани задачи. Така работата на Сима Циен се превръща в пример на създаване на формат в китайска исторически форма и служи като модел за написването на историята на Китай.
При написването на Шиджи, Сима поставя началото на нов стил на представяне на историята в серии от биографии. Трудът му включва над 130 глави, които не са подредени в историческа последователност, но са разделени по субекти. Такива са различни летописи, хроники и трактати от различни сфери – музика, церемонии, календари, религия, икономика и обширни биографии.
Сима определя нов метод при сортиране на историческите данни и нов подход при изготвянето на историческите записи. Той анализира записите и ги сортира по начин, който би могъл да бъде поднесен по подходящ начин в Шиджи. Сима за пръв път в историята на Китай подчертава ролята на отделните хора при отразяване на историческото развитие на Китай. В допълнение на това той предплага и ново схващане, че държавата не може да избяга от съдбата на цикъла на бум и спад.
За разлика от Ханшу, която е написана под надзора на императорската династия, Шиджи представлява независима писмена историография. Въпреки че Сима е префект на Великите книжовници в правителството на Хан, той отказва да напише Шиджи като официална историография, обхващаща само личностите от висок ранг. Работата му обхваща и хора от по-нисшите класове и следователно може да се смята за същински рекорд при написването си по това време.

## Литературна фигура
Шиджи представлява уважавана и като модел на биографичната литература с висока литературна стойност. Тя все още служи и като своеобразен учебник при изучаването на класически китайски. Работата на Сима Циен е и влиятелна за китайската писменост и служи за модел при създаването различни видове проза в неокласическото („ренесансово“ 复古) движение в периода Тан-Сун (唐宋). Шиджи повлиява и създаването на класическите къси разкази от средата и края на средновековен период Тан-Мин, както народните новели от края на имперския период.
Неговото влияние в литературата се дължи основно на следните елементи от творчеството му: използва ловки изображения на исторически личности, използвайки детайли от тяхната реч, разговори и действия, новаторско използване на неформален, хумористичен и разнообразен език (дори Лу Сюн (鲁迅) разглежда Шиджи като „уникално произведение на всички историци, песен на Цюй Юан, но без рима“ (史家 之 绝唱 无 韵 之 离骚)), както и простотата и краткостта на стила му.

### Други литературни произведения
Известното писмо на Сима Циен до негов приятел, описващо страданията му по време на аферата Ли Лин и упорството му да напише Шиджи днес се разглежда като възхитителен пример за стил на художествен текст в проза и се изучава широко в Китай, дори и днес.
Сима Циен написва осем рапсодии (Fu 賦), които са изброени в на библиографски трактат Хансу. Всички, без една, на „Rhapsody in Lament for Gentleman who do not Meet their Time“ (士 不 遇 赋) днес е изгубена и дори на оцелелите нейни текстове тя е незавършена.

## Астролог
Сима Циен и баща му са били дворцови астролози (таиши 太史) на династията Хан. По това време астрологът изпълнява важна роля и отговаря за тълкуването и предсказване на курса на управление на страната, в съответствие с влиянието на Слънцето, Луната и звездите, както и други явления като например слънчеви затъмнения и земетресения.
Преди да напише Шиджи, през 104 г. пр.н.е. Сима Циен създадва Таичули (Taichuli, 太初 历, което може да се преведе като „Първият календар“) като използва за основа календара Цин. Таичули е един от най-напредналите за времето си календари. Създаването на Таичули се разглежда като революция в китайската календарна традиция, тъй като той казва, че годината има 365,25 дни с по 29,53 дни в месеца.
Малката планета 12620 Симациен е наречена в негова чест.

## Произведения
- Records of the grand historian, CUP, Hongkong 1993, ISBN 0-231-08167-7
- Vies de Chinois illustres, Picquier, Arles 2002, ISBN 2-87730-611-9